# Dean Norris
Dean Joseph Norris (South Bend, Indiana, 1963. április 8. –) amerikai színész.
Az AMC Breaking Bad – Totál szívás című drámasorozatában Hank Schrader DEA ügynököt alakította, mellyel kivívta a kritikusok elismerését. A CBS A búra alatt című sci-fi-sorozatában James "Big Jim" Rennie-t formálta meg. 2017 óta a maffiafőnök Clay „Uncle Daddy” Husserként szerepel a TNT Claws című sorozatában. Norris vendégszerepelt többek között az New York rendőrei, az X-akták, Az elnök emberei és a Lost – Eltűntek című sorozatok epizódjaiban is.
A mozivásznon olyan – főként az akciófilm műfajába tartozó – művekben tűnt fel, mint például a Halálos fegyver 2. (1989), az Ölve vagy halva (1990), a Total Recall – Az emlékmás (1990), Terminátor 2. – Az ítélet napja (1991), a Csillagközi invázió (1997), A sejt (2000), A család kicsi kincse (2006), az Evan, a minden6ó (2007) és a Bosszúvágy (2018).
Norris a legtöbb filmjében rendőröket, katonákat, nyomozókat, különleges ügynököket és hasonló jellegű szerepeket alakít. Ezzel kapcsolatban a színész a következőket fogalmazta meg: „...de gondolom, ha van egy bizonyos, olyan ellentmondást nem tűrő, törvényt végrehajtó típusú kinézeted, akkor biztosan ez lesz az első dolog, ami miatt szerepeket kapsz majd, mielőtt egyáltalán esélyt adnának arra, hogy színészkedj is valamennyit.”

## Fiatalkora és tanulmányai
South Bendben, Indiana államban született, Rosemary „Rosie” (leánykori nevén Lacay; 1934–2012) és a bútorbolt-tulajdonos Jack B. Norris (1930–2008) gyermekeként. Norris édesanyja szintén ebben a városban született, szülei magyar bevándorlók voltak. Édesapja Chicagóban látta meg a napvilágot, itt egy évet élt, mielőtt South Bendbe költözött volna. Norrisnak két lánytestvére van, Connie és Nikkie. 1981-ben, színjeles tanulóként érettségizett a Clay High Schoolban. 1985-ben diplomázott le a Harvard Főiskolán, ahol társadalmi tanulmányok szakon tanult. Egy évig a Royal Academy of Dramatic Art hallgatója is volt.

## Magánélete
Feleségével, Bridgettel és öt gyermekükkel a kaliforniai Temeculában élnek.

## Filmográfia

### Film
| Év   | Magyar cím                              | Eredeti cím                        | Szerep                       | Magyar hang      |
| ---- | --------------------------------------- | ---------------------------------- | ---------------------------- | ---------------- |
| 1989 | Rendőrakadémia 6. – Az ostromlott város | Police Academy 6: City Under Siege | rendőr                       |                  |
| 1989 | Kétbalkezes bankrablók                  | Disorganized Crime                 | Joe megbízott rendőr         |                  |
| 1989 | Halálos fegyver 2.                      | Lethal Weapon 2                    | Tim Cavanaugh                | Vass Gábor       |
| 1989 | Halálos fegyver 2.                      | Lethal Weapon 2                    | Tim Cavanaugh                | Juhász György    |
| 1990 | Ölve vagy halva                         | Hard to Kill                       | Goodhart nyomozóőrmester     | Varga T. József  |
| 1990 | Total Recall – Az emlékmás              | Total Recall                       | Tony                         | Varga T. József  |
| 1990 | Szörnyecskék 2. – Az új falka           | Gremlins 2: The New Batch          | SWAT osztag vezetője         |                  |
| 1990 | A félelem órái                          | Desperate Hours                    | Maddox                       | Uri István       |
| 1990 | A félelem órái                          | Desperate Hours                    | Maddox                       | Vári Attila      |
| 1991 | Terminátor 2. – Az ítélet napja         | Terminator 2: Judgment Day         | SWAT osztag vezetője         |                  |
| 1992 | A fűnyíró ember                         | The Lawnmower Man                  | igazgató                     | Király Attila    |
| 1993 | A cég                                   | The Firm                           | zömök férfi                  |                  |
| 1994 | Utcalány szerepben                      | Jailbait                           | Hershiser                    | F. Nagy Zoltán   |
| 1994 | Végzetes játék                          | Playmaker                          | Marconi nyomozó              |                  |
| 1994 | Végső csábítás                          | The Last Seduction                 | Shep                         | Győri Péter      |
| 1995 | Elkülönítve                             | Safe                               | Mover                        |                  |
| 1995 | Pénzvonat                               | Money Train                        | őr                           |                  |
| 1997 | Gattaca                                 | Gattaca                            | őrjáratozó rendőr            | Beratin Gábor    |
| 1997 | Csillagközi invázió                     | Starship Troopers                  | kiképző őrnagy               | R. Kárpáti Péter |
| 1998 | Nincs alku                              | The Negotiator                     | Scott                        | Albert Péter     |
| 1998 | Korlátok nélkül                         | Without Limits                     | Dellinger                    | Csuja Imre       |
| 1999 | Hangrobbanás                            | Sonic Impact                       | McGee ügynök                 |                  |
| 2000 | 3 dobás                                 | 3 Strikes                          | Robert rendőrtiszt           | Németh Gábor     |
| 2000 | A sejt                                  | The Cell                           | Cole ügynök                  | Berzsenyi Zoltán |
| 2005 | Amerikai fegyver                        | American Gun                       | Terrence                     |                  |
| 2006 | A család kicsi kincse                   | Little Miss Sunshine               | McCleary járőr               | Faragó András    |
| 2007 | Evan, a minden6ó                        | Evan Almighty                      | Collins rendőrtiszt          |                  |
| 2007 | Agyő, nagy ő!                           | The Heartbreak Kid                 | Jodi apja                    | Garai Róbert     |
| 2008 | A határon                               | Linewatch                          | Warren Kane                  | Faragó András    |
| 2010 | Honnan tudod?                           | How Do You Know                    | Tom                          | Törköly Levente  |
| 2011 | Prom: A végzős buli                     | Prom                               | Frank Prescott               | Tóth Zoltán      |
| 2012 | Börtönregény                            | Get the Gringo                     | Bill                         | Jantyik Csaba    |
| 2013 | Dermesztő rémület                       | The Frozen Ground                  | Lyle Haugsven őrmester       | Barbinek Péter   |
| 2013 | A jogász                                | The Counselor                      | vásárló                      | Vass Gábor       |
| 2014 |                                         | Small Time                         | Ash Martini                  |                  |
| 2014 | Férfiak, nők és gyerekek                | Men, Women & Children              | Kent Mooney                  | Kőszegi Ákos     |
| 2015 | Emlékezz!                               | Remember                           | John Kurlander               | Törköly Levente  |
| 2015 | Szemekbe zárt titkok                    | Secret in Their Eyes               | Bumpy                        | Barbinek Péter   |
| 2017 | Pofoncsata                              | Fist Fight                         | Richard Tyler iskolaigazgató | Benkő Péter      |
| 2017 | Henry könyve                            | The Book of Henry                  | Glenn Sickleman              | Berzsenyi Zoltán |
| 2018 |                                         | Beirut                             | Donald Gaines                |                  |
| 2018 | Bosszúvágy                              | Death Wish                         | Rains nyomozó                | Törköly Levente  |
| 2019 | Csaló csajok                            | The Hustle                         | Howard                       | Barbinek Péter   |
| 2019 | Lidérces mesék éjszakája                | Scary Stories to Tell in the Dark  | Roy Nicholls                 | Jakab Csaba      |
| 2019 | Bolondok paradicsoma                    | Fool's Paradise                    | Stúdióvezető                 | Barbinek Péter   |
| 2024 | Cukormáz nélkül                         | Unfrosted                          | Nyikita Hruscsov             |                  |
| 2024 | A 6888. zászlóalj                       | The Six Triple Eight               | Halt tábornok                | Barbinek Péter   |
| 2024 | Kézipoggyász                            | Carry-On                           | Phil Sarkowski               | Barbinek Péter   |
| 2025 | Szülőtalálkozó                          | The Parenting                      | John                         | Törköly Levente  |

### Televízió

#### Tévéfilm
| Év   | Magyar cím                           | Eredeti cím                           | Szerep                 | Magyar hang      |
| ---- | ------------------------------------ | ------------------------------------- | ---------------------- | ---------------- |
| 1985 |                                      | Blind Alleys                          | Peter Brockway         |                  |
| 1988 | A hit erejével                       | Leap of Faith                         | Richard                |                  |
| 1988 |                                      | Police Story: Gladiator School        | Ralph Thomas           |                  |
| 1990 | Montana – Perzselő szenvedélyek      | Montana                               | Foreman                |                  |
| 1990 | A méltóság nevében                   | When You Remember Me                  | Bill                   |                  |
| 1991 | Gyilkos látomás                      | Murderous Vision                      | Martin főhadnagy       | Rosta Sándor     |
| 1991 |                                      | Locked Up: A Mother's Rage            | Mike                   |                  |
| 1992 |                                      | Till Death Us Do Part                 | Matt Hobert            |                  |
| 1992 | Danielle Steel: Titkok               | Secrets                               | Henderson              |                  |
| 1993 | Nyomozás magánügyben                 | It's Nothing Personal                 | N/A                    |                  |
| 1993 | A füstbement terv                    | Barbarians at the Gate                | tudós                  |                  |
| 1993 | Telihold                             | Full Eclipse                          | Fleming                |                  |
| 1994 |                                      | Lakota Woman: Siege at Wounded Knee   | Red Arrow              |                  |
| 1995 | Szolgálatban: Vadászat az igazságért | In the Line of Duty: Hunt for Justice | Levasseur              | Berzsenyi Zoltán |
| 1996 |                                      | Innocent Victims                      | Frank Sarezin          |                  |
| 1996 | Üzenet az űrből                      | It Came from Outer Space II           | Dave Grant             | Barbinek Péter   |
| 1996 |                                      | Forgotten Sins                        | Carl Messenger nyomozó |                  |
| 1996 | Aljas indokból                       | Death Benefit                         | Rod Montgomery         | Oberfrank Pál    |
| 1996 |                                      | After Jimmy                           | Ray Johnson            |                  |
| 1997 |                                      | Riot                                  | Kalena                 |                  |
| 1998 | Nyomvonal                            | On the Line                           | Manny Denikolas        | Orosz István     |
| 1998 | Mr. Murder – A tökéletes gyilkos     | Mr. Murder                            | Victor 'Vic' Delorio   | Csuja Imre       |
| 1999 | A bűn királya                        | Lansky                                | tengerészkapitány      |                  |
| 2004 | Szupervihar                          | Category 6: Day of Destruction        | pilóta                 |                  |
| 2005 | Mrs. Harris                          | Mrs. Harris                           | eladó a sportboltban   | Kapácsy Miklós   |

#### Televíziós sorozat
| Év        | Magyar cím                                    | Eredeti cím                             | Szerep                                               | Megjegyzések                                               |
| --------- | --------------------------------------------- | --------------------------------------- | ---------------------------------------------------- | ---------------------------------------------------------- |
| 1981      |                                               | Beyond Our Control                      | alkotócsoport tagja                                  | 13 epizód                                                  |
| 1987      |                                               | The Equalizer                           | Martin                                               | 1 epizód                                                   |
| 1989      | A szépség és a szörny                         | Beauty and the Beast                    | Biggs                                                | 1 epizód                                                   |
| 1992      |                                               | Homefront                               | munkatárs                                            | 1 epizód                                                   |
| 1993–1994 | New York rendőrei                             | NYPD Blue                               | Jerry Downey atya                                    | 3 epizód                                                   |
| 1994      | Egy rém rendes család                         | Married... with Children                | Rodent                                               | 1 epizód                                                   |
| 1995      | X-akták                                       | The X-Files                             | Tapia marshall                                       | - 1 epizód () - magyar hangja: - Csuja Imre                |
| 1995      | Bukott angyalok                               | Fallen Angels                           | Allen                                                | 1 epizód                                                   |
| 1995      |                                               | The Marshal                             | Tyler Dumas                                          | 1 epizód                                                   |
| 1995–1996 |                                               | Murder One                              | Rusty Arnold                                         | 3 epizód                                                   |
| 1996      | Az őrület vonzalmában                         | Seduced by Madness                      | Pike nyomozó                                         | minisorozat (2 epizód)                                     |
| 1996      |                                               | Dark Skies                              | Clayton Lewis                                        | 1 epizód                                                   |
| 1997–1999 | Nash Bridges – Trükkös hekus                  | Nash Bridges                            | Frank Maddigan / William Robard                      | 2 epizód                                                   |
| 1997–2000 | A Kaméleon                                    | The Pretender                           | Whalen seriff / Tommy Larson                         | 2 epizód                                                   |
| 1998      | V.I.P. – Több, mint testőr                    | V.I.P.                                  | Jackson Lasarr                                       | 1 epizód                                                   |
| 1998      | Vészhelyzet                                   | E.R.                                    | Clark                                                | 1 epizód                                                   |
| 1998      | Walker, a texasi kopó                         | Walker, Texas Ranger                    | Deke Powell                                          | 1 epizód                                                   |
| 1999      | Millennium                                    | Millennium                              | Del Boxer                                            | 1 epizód                                                   |
| 1999      | Pensacola – A név kötelez                     | Pensacola: Wings of Gold                | Spider / Laweson ezredes                             | 3 epizód                                                   |
| 1999      | Ügyvédek                                      | The Practice                            | nyomozó                                              | 1 epizód                                                   |
| 1999      | Bűbájos boszorkák                             | Charmed                                 | Dr. Stone                                            | 1 epizód                                                   |
| 2001      |                                               | Boston Public                           | Matthew Gordon                                       | 1 epizód                                                   |
| 2001      | Sírhant művek                                 | Six Feet Under                          | Shea nyomozó                                         | 1 epizód                                                   |
| 2001      | A körzet                                      | The District                            | Charles N. Burke                                     | 1 epizód                                                   |
| 2002      | Philly                                        | Philly                                  | Duff nyomozó                                         | 1 epizód                                                   |
| 2002–2004 |                                               | American Dreams                         | Frank Moran                                          | 2 epizód                                                   |
| 2003      | 24                                            | 24                                      | Bowden generális                                     | 2 epizód                                                   |
| 2003      | Tremors – Ahová lépek ott mindig szörny terem | Tremors                                 | WD Twitchell                                         | - 10 epizód - magyar hangja: - Papp János                  |
| 2003      | Dragnet – Gyilkossági akták                   | Dragnet                                 | Leon Tate                                            | 1 epizód                                                   |
| 2004      | CSI: A helyszínelők                           | CSI: Crime Scene Investigation          | Bob Durham, Jr.                                      | 2 epizód                                                   |
| 2004      | NCIS                                          | NCIS                                    | Vestman tüzér őrmester                               | 1 epizód                                                   |
| 2004      | Bostoni halottkémek                           | Crossing Jordan                         | Liam Moore                                           | 1 epizód                                                   |
| 2004      | Rejtélyes vírusok nyomában                    | Medical Investigation                   | David Weiner                                         | 1 epizód                                                   |
| 2004      | Boston Legal – Jogi játszmák                  | Boston Legal                            | Byron Kaneb                                          | 1 epizód                                                   |
| 2004      |                                               | LAX                                     | Danny                                                | 1 epizód                                                   |
| 2005      | Nyomtalanul                                   | Without a Trace                         | Tim Orley rendőr                                     | 1 epizód                                                   |
| 2005      | Irak                                          | Over There                              | Mr. Parker                                           | 1 epizód                                                   |
| 2005      | Az elnök emberei                              | The West Wing                           | Steve Hodder (Republikánus Nemzeti Bizottság elnöke) | 2 epizód                                                   |
| 2005      | Las Vegas                                     | Las Vegas                               | Ray Brennan                                          | 1 epizód                                                   |
| 2005–2010 | A médium                                      | Medium                                  | Paul Scanlon / Rickey nyomozó                        | 4 epizód                                                   |
| 2006      | Döglött akták                                 | Cold Case                               | Wayne Nelson                                         | 1 epizód                                                   |
| 2006      |                                               | Windfall                                | Damien apja                                          | 4 epizód                                                   |
| 2006      |                                               | Just Legal                              | bíró                                                 | 1 epizód                                                   |
| 2006      | Kés/Alatt                                     | Nip/Tuck                                | Mark Noble                                           | 1 epizód                                                   |
| 2006      |                                               | Justice                                 | Jack Clark                                           | 1 epizód                                                   |
| 2007      | A Grace klinika                               | Grey's Anatomy                          | Vince                                                | 2 epizód                                                   |
| 2007      | Az egység                                     | The Unit                                | Marsh felügyelő                                      | 2 epizód                                                   |
| 2008      |                                               | Saving Grace                            | Ross Ford                                            | 1 epizód                                                   |
| 2008      | Terminátor – Sarah Connor krónikái            | Terminator: The Sarah Connor Chronicles | Nelson                                               | 2 epizód                                                   |
| 2008      | Dr. Csont                                     | Bones                                   | Don Timmons                                          | 1 epizód                                                   |
| 2008–2013 | Breaking Bad – Totál szívás                   | Breaking Bad                            | Hank Schrader                                        | - főszereplő (51 epizód) - magyar hangja: - Barbinek Péter |
| 2009      | Lost – Eltűntek                               | Lost                                    | Howard Grey                                          | 1 epizód (Hasonló, mint a Hoth bolygó)                     |
| 2009      | True Blood – Inni és élni hagyni              | True Blood                              | Leon                                                 | 1 epizód                                                   |
| 2009      | The Cleaner – A Független                     | The Cleaner                             | Mr. Fisher                                           | 1 epizód                                                   |
| 2010      | Gyilkos elmék                                 | Criminal Minds                          | John Barton nyomozó                                  | 1 epizód                                                   |
| 2010      | Glades – Tengerparti gyilkosságok             | The Glades                              | Michael Nelson                                       | 1 epizód                                                   |
| 2010      | Hazudj, ha tudsz!                             | Lie to Me                               | Dawkins                                              | 1 epizód                                                   |
| 2010      | Sötét zsaruk                                  | Dark Blue                               | Cahill                                               | 1 epizód                                                   |
| 2010      | Életre-halálra                                | Chase                                   | Keagan seriff                                        | 1 epizód                                                   |
| 2010      | Furcsa páros                                  | The Good Guys                           | Pike                                                 | 1 epizód                                                   |
| 2010      |                                               | The Whole Truth                         | Mike Taylor                                          | 1 epizód                                                   |
| 2010      |                                               | Tim and Eric Awesome Show, Great Job!   | Shell Tong                                           | 1 epizód (törölt jelenet)                                  |
| 2011      | Peren kívül                                   | Fairly Legal                            | Gardner edző                                         | 1 epizód                                                   |
| 2011      |                                               | The Defenders                           | Donnie Barrett                                       | 1 epizód                                                   |
| 2011      | Dzsungeldokik                                 | Off the Map                             | Morris Cooper                                        | 1 epizód                                                   |
| 2011      | Esküdt ellenségek: Los Angeles                | Law & Order: LA                         | Bob Kentner                                          | 1 epizód                                                   |
| 2011      | CSI: New York-i helyszínelők                  | CSI: NY                                 | Mitchell Adler hadnagy                               | 1 epizód                                                   |
| 2011      | Castle                                        | Castle                                  | Peterson százados                                    | 1 epizód                                                   |
| 2011      | A mentalista                                  | The Mentalist                           | Don Henderson őrmester                               | 1 epizód                                                   |
| 2011      | CSI: A helyszínelők                           | CSI: Crime Scene Investigation          | Phil Baker                                           | 2 epizód                                                   |
| 2012      | A hidegsebész                                 | Body of Proof                           | Brendan Johnson különleges ügynök                    | 2 epizód                                                   |
| 2012      |                                               | Eagleheart                              | Deke                                                 | 1 epizód                                                   |
| 2012      |                                               | Key & Peele                             | mexikói drogkartell vezére                           | 1 epizód                                                   |
| 2013      | Whitney élete                                 | Whitney                                 | Wayne Miller                                         | egy epizód                                                 |
| 2013–2015 | A búra alatt                                  | Under the Dome                          | James „Big Jim” Rennie                               | - főszereplő (39 epizód) - magyar hangja: - Vass Gábor     |
| 2014      | Amerikai fater                                | American Dad!                           | biztonsági főnök (hangja)                            | 1 epizód                                                   |
| 2015      |                                               | Sons of Liberty                         | Benjamin Franklin                                    | 3 epizód                                                   |
| 2015      | A megtörhetetlen Kimmy Schmidt                | Unbreakable Kimmy Schmidt               | M. Le Loup                                           | 1 epizód                                                   |
| 2015–2016 | Szófia hercegnő                               | Sofia the First                         | Mazzimo (hangja)                                     | 2 epizód                                                   |
| 2016      |                                               | Mack & Moxy                             | Admirable Dean                                       | 1 epizód                                                   |
| 2016–2018 | Agymenők                                      | The Big Bang Theory                     | Richard Williams ezredes                             | 6 epizód                                                   |
| 2017      | Girlboss                                      | Girlboss                                | Jay Marlowe                                          | 5 epizód                                                   |
| 2017      | Szóljatok a köpcösnek! – A sorozat            | Get Shorty                              | Bob Grace                                            | 1 epizód                                                   |
| 2017–2018 | Botrány                                       | Scandal                                 | Fenton Glackland                                     | 5 epizód                                                   |
| 2017–2022 | Karmok                                        | Claws                                   | Uncle Daddy                                          | 20 epizód                                                  |
| 2019      | A tett                                        | The Act                                 | Russ                                                 | 1 epizód                                                   |
| 2020      | Better Call Saul                              | Better Call Saul                        | Hank Schrader DEA-ügynök                             | 2 epizód                                                   |
| 2020      | Superstore – Az agyament műszak               | Superstore                              | Howard Fox                                           | 1 epizód                                                   |
| 2021      |                                               | Nova Vita                               | Devon Washington                                     | 10 epizód                                                  |
| 2021–2022 |                                               | United States of Al                     | Art Dugan                                            | főszereplő (35 epizód)                                     |
| 2024      |                                               | Law & Order: Organized Crime            | Randall Stabler                                      | visszatérő szerep (4. évad)                                |
| 2024      | Félig üres                                    | Curb Your Enthusiasm                    | Whittaker bíró                                       | 1 epizód                                                   |
| 2024      | Kísértetek                                    | Ghosts                                  | Frank                                                | 2 epizód                                                   |

## Díjak és jelölések

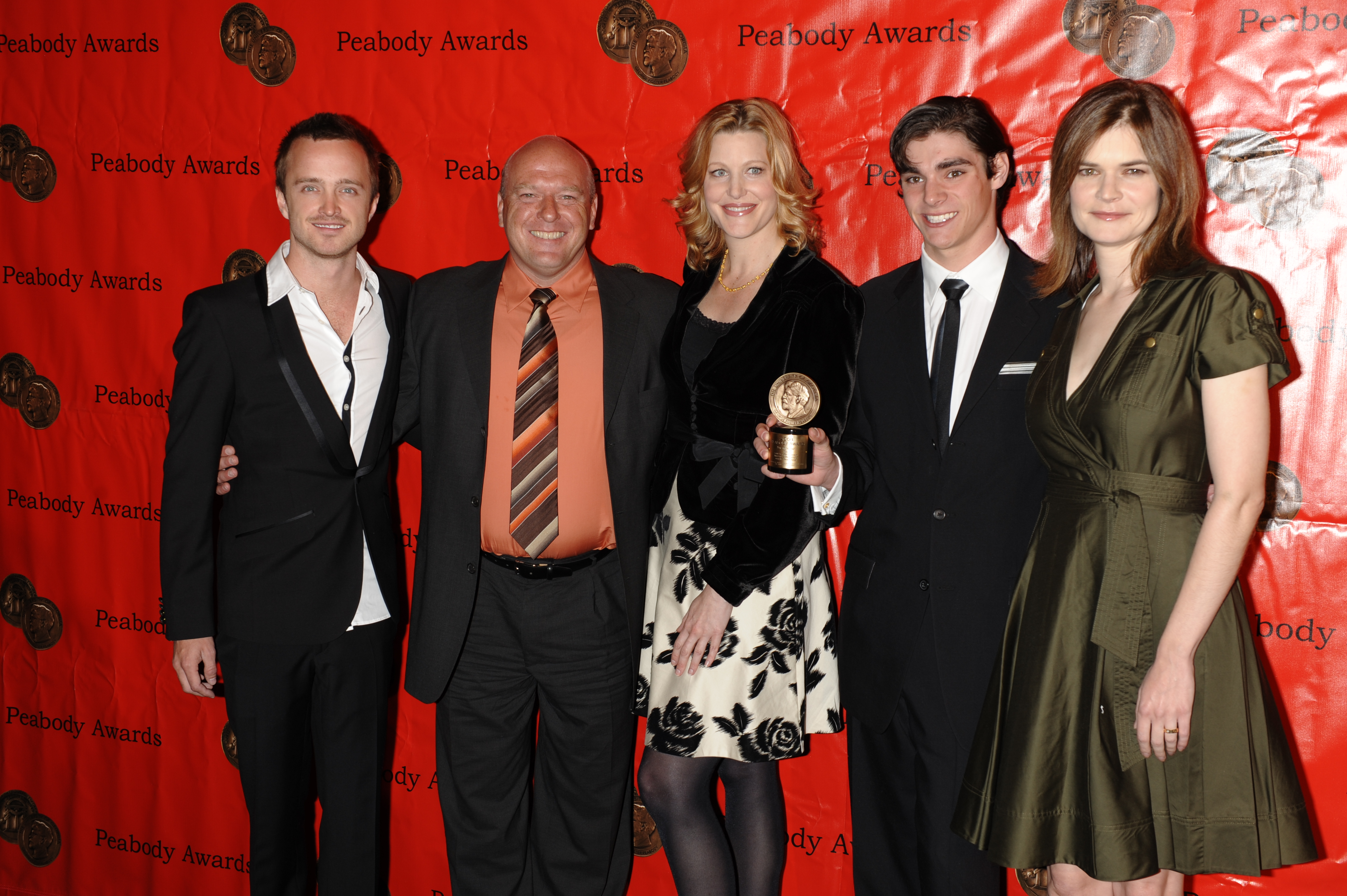
Aaron Paul, Dean Norris, Anna Gunn, RJ Mitte és Betsy Brandt, a Breaking Bad – Totál szívás szereplői egy 2009-es díjátadón

| Év   | Díj                     | Kategória                               | Mű                          | Eredmény |
| ---- | ----------------------- | --------------------------------------- | --------------------------- | -------- |
| 2011 | Szaturnusz-díj          | legjobb televíziós férfi mellékszereplő | Breaking Bad – Totál szívás | Jelölve  |
| 2012 | Screen Actors Guild-díj | legjobb szereplőgárda (drámasorozat)    | Breaking Bad – Totál szívás | Jelölve  |
| 2013 | Screen Actors Guild-díj | legjobb szereplőgárda (drámasorozat)    | Breaking Bad – Totál szívás | Jelölve  |
| 2014 | Screen Actors Guild-díj | legjobb szereplőgárda (drámasorozat)    | Breaking Bad – Totál szívás | Elnyerte |
| 2014 | Szaturnusz-díj          | legjobb televíziós férfi mellékszereplő | A búra alatt                | Jelölve  |

## Fordítás
Ez a szócikk részben vagy egészben  a   Dean Norris című angol Wikipédia-szócikk ezen változatának fordításán alapul.  Az eredeti cikk szerkesztőit annak laptörténete sorolja fel. Ez a jelzés csupán a megfogalmazás eredetét és a szerzői jogokat jelzi, nem szolgál a cikkben szereplő információk forrásmegjelöléseként.